# 알베르트 아인슈타인 상

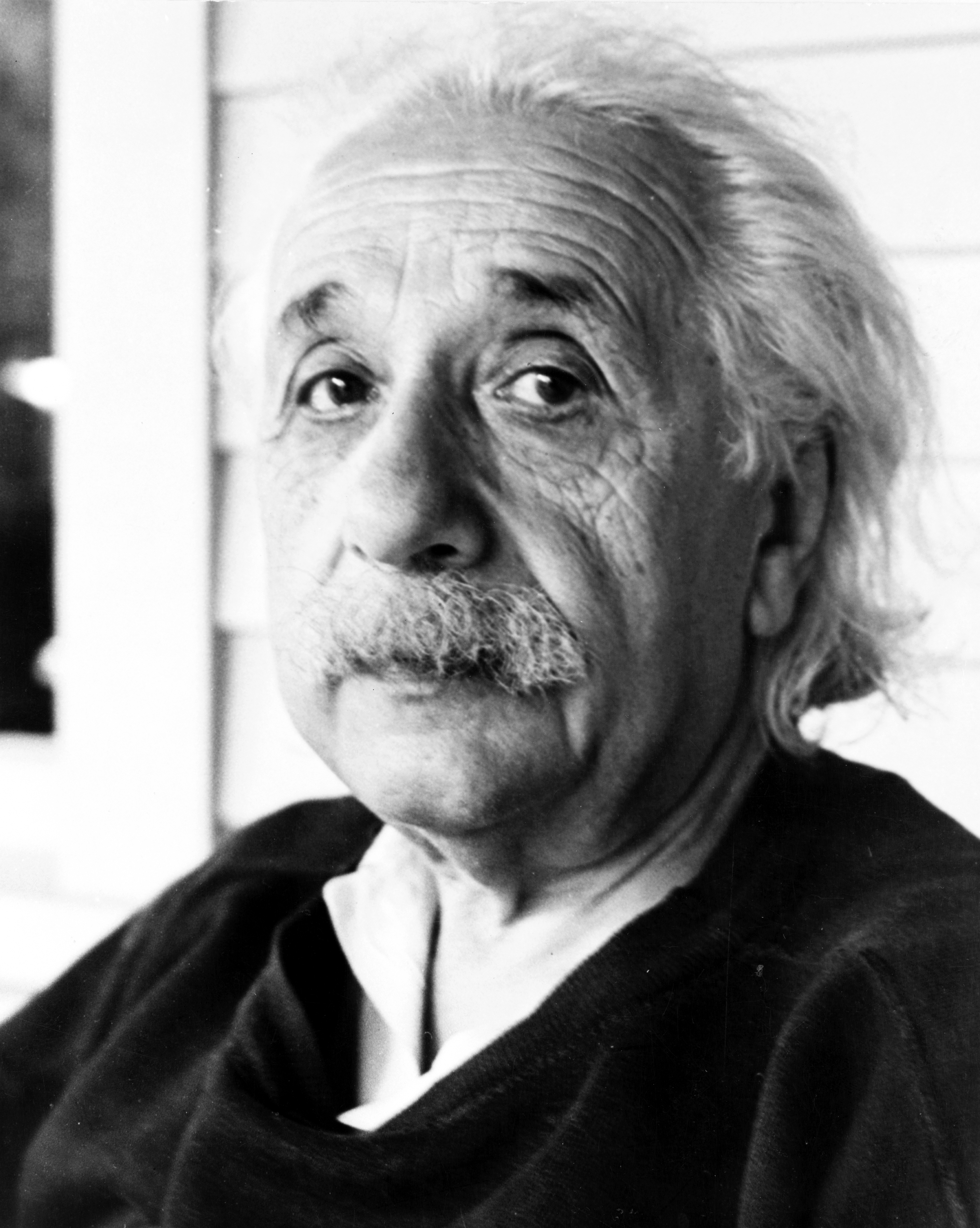
말년의 아인슈타인 모습

알베르트 아인슈타인 상(영어: Albert Einstein Award)은 1951년부터 1979년까지 주기적으로 수여된 이론 물리학상으로, 자연과학 분야의 높은 업적을 인정하기 위해 제정된 상이다. 1951년 처음 수여된 이 상은 조각가 길로이 로버츠가 아인슈타인에게 수여한 금메달 외에 상금 1만 5000달러도 포함됐다가 나중에 5000달러로 인하됐다. 수상자는 상을 주관한 고등연구소의 위원회(첫 번째 위원회는 아인슈타인, 오펜하이머, 폰 노이만, 바일로 구성됨)에 의해 선정되었다. 루이스 스트로스는 연구소의 이사 중 한 명이었다.
이 상은 세계 문화 위원회가 수여하는 알베르트 아인슈타인 세계 과학상, 알베르트 아인슈타인 학회가 수여하는 알베르트 아인슈타인 메달, 그리고 그의 아들의 이름을 따서 미국 토목 공학회가 수여하는 한스 알베르트 아인슈타인 상과 같이 비슷한 이름을 가진 다른 상들도 많다. 아인슈타인이 아직 살아있고 고등연구소의 교수로 재직하고 있을 때, 이들보다 훨씬 일찍 설립되었다. 뉴욕 타임스는 이를 "미국에서 가장 높은 수준"이라고 평가했다. 일각에서는 이를 “노벨상에 버금가는 권위 있는 상”으로 여겼다.

## 수상자
| 년도   | 이름                       | 각주         |
| ------ | -------------------------- | ------------ |
| 1951년 | 쿠르트 괴델, 줄리언 슈윙거 | [ 2 ] [ 11 ] |
| 1954년 | 리처드 파인만              | [ 3 ]        |
| 1958년 | 에드워드 텔러              | [ 12 ]       |
| 1959년 | 윌러드 리비                | [ 13 ]       |
| 1960년 | 실라르드 레오              | [ 14 ]       |
| 1961년 | 루이스 앨버레즈            | [ 4 ]        |
| 1965년 | 존 휠러                    | [ 15 ]       |
| 1967년 | 마셜 로젠블루스            | [ 5 ]        |
| 1970년 | 유발 네이만                | [ 16 ]       |
| 1972년 | 유진 위그너                | [ 17 ]       |
| 1978년 | 스티븐 호킹                | [ 10 ]       |
| 1979년 | 툴리오 레제                | [ 18 ]       |